# تشارلز آر. جوناس
تشارلز آر. جوناس (بالإنجليزية: Charles R. Jonas)‏ هو محامي وسياسي أمريكي، ولد في 9 ديسمبر 1904 في الولايات المتحدة، وتوفي بنفس المكان في 28 سبتمبر 1988. حزبياً، نشط في الحزب الجمهوري. انتخب عضو مجلس النواب الأمريكي.